# 廣島市

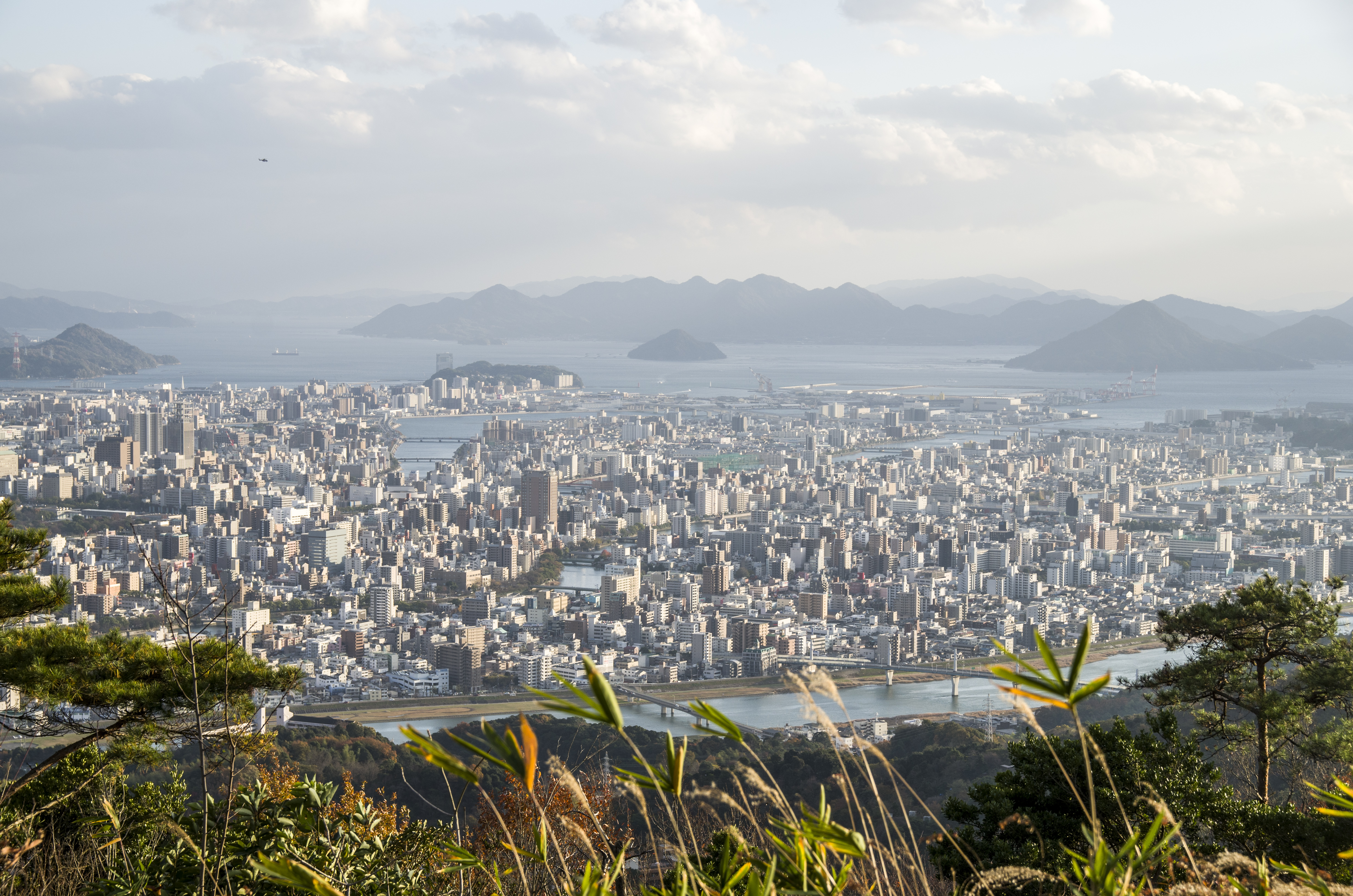
廣島市遠景

廣島市（日语：／ Hiroshima shi */?）是位於日本廣島縣西部的都市，為廣島縣首府，也是本州西部最大都市，人口約119萬。原本只是太田川入海口的一個三角洲，自16世紀時毛利氏在此建城並作為政權根據地後，迅速發展成為中國、瀨戶內兩大地方的中心都市，現今為中國地方僅有的兩個政令指定都市之一。因其重要的政治经济军事地位，二战期间遭受了核彈轟炸的军事攻击。

## 概況
廣島市是位於西日本的數個著名工業城市之一，沿岸一帶為工業用地。地方資本充裕，製造業的總公司、總部多在此設立。
該市位於山陽地區的中南部，形成了廣島都市圈。管理中國地區的政府機構，全國企業亦多設立分行於此。但是整體來說，雖然其位置較為靠近西邊一點，成為了交通的樞紐，但是由於附近有東部地區的福山市及鄰縣的岡山市等的大都市圈，所以該市目標傾向志在於地方效率為重。
以廣島市為主場的職業球隊包括：日本職業足球聯賽的廣島三箭和日本職業棒球中央聯盟的廣島東洋鯉魚。
整體來說，雖然廣島在於日本全國的知名度不算高，並不能與擁有絕大知名度、極度集中型的東京都區部相提並論。但由於廣島市在工業、商業、行政以及娛樂各方面都取得良好的平衡，所以一般均被認為是一個「萬能都會型城市」。

## 地理
廣島市位於遼闊平坦的太田川三角洲上，地名「廣島」不僅是源於其三角洲的地形，命名者毛利輝元為了紀念毛利氏的祖先大江廣元以及當地的土豪福島元長而從兩人的名字中各取一字而來。而這個太田川的三角洲中心亦成為了廣島平原，其四周就成為了該市的西部及北部，東部成為丘陵地帶。三角洲有7個渠口，並且將廣島市劃分作為6個突出至廣島灣的島嶼。市中心地勢平坦，微高於海平面；至於城市的西北部和東北部，一些小山則爬升至700英尺。
該市的南方面向瀨戶內海，形成了廣島灣。該市與位於瀨戶內海對岸的松山市交流甚為繁盛，所以住在松山周邊的居民常前往廣島市購物。
- 山丘：白木山（889公尺）、備前坊山（789公尺）
- 河流：太田川、元安川、三條川、瀨野川、八幡川
- 島嶼：似島、金輪島、宇品島、峠島
- 港灣：廣島灣、廣島港（宇品港）

### 氣候
| 廣島市（平均數據1991-2020年，極端數據1879年以降） | 廣島市（平均數據1991-2020年，極端數據1879年以降） | 廣島市（平均數據1991-2020年，極端數據1879年以降） | 廣島市（平均數據1991-2020年，極端數據1879年以降） | 廣島市（平均數據1991-2020年，極端數據1879年以降） | 廣島市（平均數據1991-2020年，極端數據1879年以降） | 廣島市（平均數據1991-2020年，極端數據1879年以降） | 廣島市（平均數據1991-2020年，極端數據1879年以降） | 廣島市（平均數據1991-2020年，極端數據1879年以降） | 廣島市（平均數據1991-2020年，極端數據1879年以降） | 廣島市（平均數據1991-2020年，極端數據1879年以降） | 廣島市（平均數據1991-2020年，極端數據1879年以降） | 廣島市（平均數據1991-2020年，極端數據1879年以降） | 廣島市（平均數據1991-2020年，極端數據1879年以降） |
| 月份                                              | 1月                                               | 2月                                               | 3月                                               | 4月                                               | 5月                                               | 6月                                               | 7月                                               | 8月                                               | 9月                                               | 10月                                              | 11月                                              | 12月                                              | 全年                                              |
| ------------------------------------------------- | ------------------------------------------------- | ------------------------------------------------- | ------------------------------------------------- | ------------------------------------------------- | ------------------------------------------------- | ------------------------------------------------- | ------------------------------------------------- | ------------------------------------------------- | ------------------------------------------------- | ------------------------------------------------- | ------------------------------------------------- | ------------------------------------------------- | ------------------------------------------------- |
| 历史最高温 °C（°F）                               | 18.8 (65.8)                                       | 21.5 (70.7)                                       | 23.7 (74.7)                                       | 29.0 (84.2)                                       | 31.5 (88.7)                                       | 34.4 (93.9)                                       | 38.7 (101.7)                                      | 38.1 (100.6)                                      | 37.4 (99.3)                                       | 31.4 (88.5)                                       | 26.3 (79.3)                                       | 22.3 (72.1)                                       | 38.7 (101.7)                                      |
| 平均高温 °C（°F）                                 | 9.9 (49.8)                                        | 10.9 (51.6)                                       | 14.5 (58.1)                                       | 19.8 (67.6)                                       | 24.4 (75.9)                                       | 27.2 (81.0)                                       | 30.9 (87.6)                                       | 32.8 (91.0)                                       | 29.1 (84.4)                                       | 23.7 (74.7)                                       | 17.7 (63.9)                                       | 12.1 (53.8)                                       | 21.1 (70.0)                                       |
| 日均气温 °C（°F）                                 | 5.4 (41.7)                                        | 6.2 (43.2)                                        | 9.5 (49.1)                                        | 14.8 (58.6)                                       | 19.6 (67.3)                                       | 23.2 (73.8)                                       | 27.2 (81.0)                                       | 28.5 (83.3)                                       | 24.7 (76.5)                                       | 18.8 (65.8)                                       | 12.9 (55.2)                                       | 7.5 (45.5)                                        | 16.5 (61.7)                                       |
| 平均低温 °C（°F）                                 | 2.0 (35.6)                                        | 2.4 (36.3)                                        | 5.1 (41.2)                                        | 10.1 (50.2)                                       | 15.1 (59.2)                                       | 19.8 (67.6)                                       | 24.1 (75.4)                                       | 25.1 (77.2)                                       | 21.1 (70.0)                                       | 14.9 (58.8)                                       | 8.9 (48.0)                                        | 4.0 (39.2)                                        | 12.7 (54.9)                                       |
| 历史最低温 °C（°F）                               | −8.5 (16.7)                                       | −8.3 (17.1)                                       | −7.2 (19.0)                                       | −1.4 (29.5)                                       | 1.8 (35.2)                                        | 6.6 (43.9)                                        | 14.1 (57.4)                                       | 13.7 (56.7)                                       | 8.6 (47.5)                                        | 1.5 (34.7)                                        | −2.6 (27.3)                                       | −8.6 (16.5)                                       | −8.6 (16.5)                                       |
| 平均降水量 mm（）                                 | 46.2 (1.82)                                       | 64.0 (2.52)                                       | 118.3 (4.66)                                      | 141.0 (5.55)                                      | 169.8 (6.69)                                      | 226.5 (8.92)                                      | 279.8 (11.02)                                     | 131.4 (5.17)                                      | 162.7 (6.41)                                      | 109.2 (4.30)                                      | 69.3 (2.73)                                       | 54.0 (2.13)                                       | 1,572.2 (61.90)                                   |
| 平均降雪量 cm（）                                 | 3 (1.2)                                           | 3 (1.2)                                           | 0 (0)                                             | 0 (0)                                             | 0 (0)                                             | 0 (0)                                             | 0 (0)                                             | 0 (0)                                             | 0 (0)                                             | 0 (0)                                             | 0 (0)                                             | 2 (0.8)                                           | 8 (3.1)                                           |
| 平均降水天数（≥ 0.5 mm）                          | 6.8                                               | 8.3                                               | 10.6                                              | 9.9                                               | 9.7                                               | 11.9                                              | 11.6                                              | 8.6                                               | 9.6                                               | 7.1                                               | 6.9                                               | 7.6                                               | 108.6                                             |
| 平均降雪天数（≥ 1 cm）                            | 0.9                                               | 0.9                                               | 0.2                                               | 0                                                 | 0                                                 | 0                                                 | 0                                                 | 0                                                 | 0                                                 | 0                                                 | 0                                                 | 0.5                                               | 2.5                                               |
| 平均相對濕度（％）                                | 66                                                | 65                                                | 62                                                | 61                                                | 63                                                | 71                                                | 73                                                | 69                                                | 68                                                | 66                                                | 67                                                | 68                                                | 67                                                |
| 月均日照時數                                      | 138.6                                             | 140.1                                             | 176.7                                             | 191.9                                             | 210.8                                             | 154.6                                             | 173.4                                             | 207.3                                             | 167.3                                             | 178.6                                             | 153.3                                             | 140.6                                             | 2,033.1                                           |
| 来源1：气象厅                                     |                                                   |                                                   |                                                   |                                                   |                                                   |                                                   |                                                   |                                                   |                                                   |                                                   |                                                   |                                                   |                                                   |
| 来源2：氣象廳                                     |                                                   |                                                   |                                                   |                                                   |                                                   |                                                   |                                                   |                                                   |                                                   |                                                   |                                                   |                                                   |                                                   |

| 広島（広島地方気象台・江波山公園）・1961 - 1990年平均 | 広島（広島地方気象台・江波山公園）・1961 - 1990年平均 | 広島（広島地方気象台・江波山公園）・1961 - 1990年平均 | 広島（広島地方気象台・江波山公園）・1961 - 1990年平均 | 広島（広島地方気象台・江波山公園）・1961 - 1990年平均 | 広島（広島地方気象台・江波山公園）・1961 - 1990年平均 | 広島（広島地方気象台・江波山公園）・1961 - 1990年平均 | 広島（広島地方気象台・江波山公園）・1961 - 1990年平均 | 広島（広島地方気象台・江波山公園）・1961 - 1990年平均 | 広島（広島地方気象台・江波山公園）・1961 - 1990年平均 | 広島（広島地方気象台・江波山公園）・1961 - 1990年平均 | 広島（広島地方気象台・江波山公園）・1961 - 1990年平均 | 広島（広島地方気象台・江波山公園）・1961 - 1990年平均 | 広島（広島地方気象台・江波山公園）・1961 - 1990年平均 |
| 月份                                                  | 1月                                                   | 2月                                                   | 3月                                                   | 4月                                                   | 5月                                                   | 6月                                                   | 7月                                                   | 8月                                                   | 9月                                                   | 10月                                                  | 11月                                                  | 12月                                                  | 全年                                                  |
| ----------------------------------------------------- | ----------------------------------------------------- | ----------------------------------------------------- | ----------------------------------------------------- | ----------------------------------------------------- | ----------------------------------------------------- | ----------------------------------------------------- | ----------------------------------------------------- | ----------------------------------------------------- | ----------------------------------------------------- | ----------------------------------------------------- | ----------------------------------------------------- | ----------------------------------------------------- | ----------------------------------------------------- |
| 平均高温 °C（°F）                                     | 8.3 (46.9)                                            | 9.1 (48.4)                                            | 12.6 (54.7)                                           | 18.2 (64.8)                                           | 22.5 (72.5)                                           | 25.3 (77.5)                                           | 29.3 (84.7)                                           | 30.9 (87.6)                                           | 27.1 (80.8)                                           | 22.0 (71.6)                                           | 16.4 (61.5)                                           | 11.2 (52.2)                                           | 19.4 (66.9)                                           |
| 日均气温 °C（°F）                                     | 4.0 (39.2)                                            | 4.5 (40.1)                                            | 7.7 (45.9)                                            | 13.4 (56.1)                                           | 17.8 (64.0)                                           | 21.4 (70.5)                                           | 25.7 (78.3)                                           | 26.9 (80.4)                                           | 22.8 (73.0)                                           | 17.0 (62.6)                                           | 11.4 (52.5)                                           | 6.5 (43.7)                                            | 15.0 (59.0)                                           |
| 平均低温 °C（°F）                                     | 0.4 (32.7)                                            | 0.7 (33.3)                                            | 3.3 (37.9)                                            | 8.9 (48.0)                                            | 13.4 (56.1)                                           | 18.0 (64.4)                                           | 22.7 (72.9)                                           | 23.6 (74.5)                                           | 19.2 (66.6)                                           | 12.7 (54.9)                                           | 7.2 (45.0)                                            | 2.5 (36.5)                                            | 11.1 (52.0)                                           |
| 来源：理科年表                                        |                                                       |                                                       |                                                       |                                                       |                                                       |                                                       |                                                       |                                                       |                                                       |                                                       |                                                       |                                                       |                                                       |

### 人口
| 廣島市人口分布圖 |                                               |  |
| 廣島市與日本全國年齡別人口分布比較圖 （2005年資料） | 廣島市的年齡、男女別人口分布圖 （2005年資料） |  |
| ■紫色是廣島市 ■綠色是全国 | ■藍色是男性 ■紅色是女性                       |  |
| 廣島市人口變化 \| 1970年 \| 798,540人 \| \| \| 1975年 \| 923,588人 \| \| \| 1980年 \| 992,736人 \| \| \| 1985年 \| 1,051,748人 \| \| \| 1990年 \| 1,093,707人 \| \| \| 1995年 \| 1,117,117人 \| \| \| 2000年 \| 1,134,134人 \| \| \| 2005年 \| 1,154,391人 \| \| \| 2010年 \| 1,173,843人 \| \| \| 2015年 \| 1,194,304人 \| \| \| 2020年 \| 1,200,754人 \| \| |                                               |  |
| 資料來源：日本總務省統計中心提供之人口普查數據 |                                               |  |
| 1970年 | 798,540人                                     |  |
| 1975年 | 923,588人                                     |  |
| 1980年 | 992,736人                                     |  |
| 1985年 | 1,051,748人                                   |  |
| 1990年 | 1,093,707人                                   |  |
| 1995年 | 1,117,117人                                   |  |
| 2000年 | 1,134,134人                                   |  |
| 2005年 | 1,154,391人                                   |  |
| 2010年 | 1,173,843人                                   |  |
| 2015年 | 1,194,304人                                   |  |
| 2020年 | 1,200,754人                                   |  |

## 歷史
1589年，毛利輝元修築廣島城為居城，開啟了廣島市的發展。1600年其敗於關原之戰（関ヶ原の戦い）。戰勝的德川家康奪去毛利輝元大部分的采邑，包括現在的廣島市轄區，同時，安藝國授予福島正則。
於江戶時代，淺野氏獲任命為此地的大名（諸侯）。後來，藩被廢止，該城市成為廣島縣的縣廳所在地。
中日甲午战争期間，廣島市充當日軍的主要供給與後勤基地，直至第二次世界大戰。

### 原子彈爆炸
1945年8月6日，美國陸軍航空軍B-29超級堡壘轟炸機「艾諾拉‧蓋」在廣島投擲核武器「小男孩」。該款轟炸機經特別改裝，可攜帶原子彈。截止1945年底原子弹造成14万平民罹難，廣島遭受極大的破壞。這是原子彈的第二次引爆，並首次應用於軍事行動。廣島、長崎的原子彈爆炸，迫使日本在第二次受襲後的第六日投降。
原子彈爆炸後，廣島市重建為「和平紀念都市」。最接近引爆位置的倖存建築物，定名為「原爆圓頂」，為廣島和平紀念公園的一部分。市廳持續提倡廢除核武器，更主張世界和平。1968年以來，各地若有核武引爆或試驗，都有不少市民會去抗議。

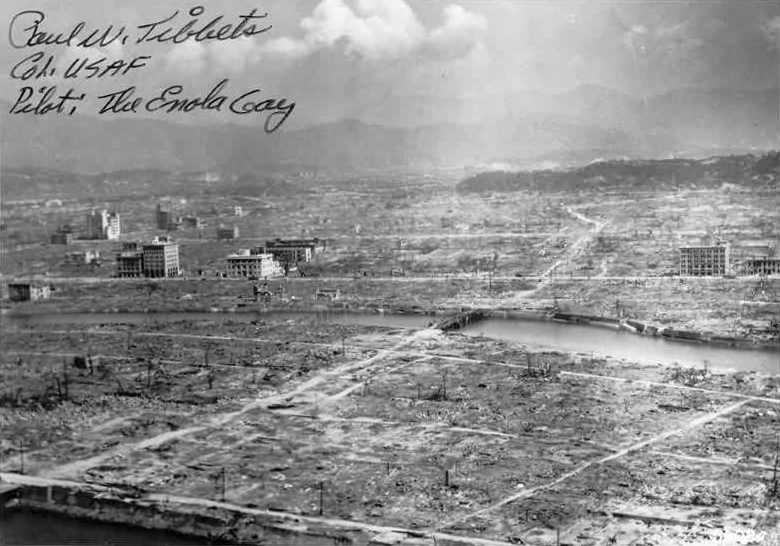
原子彈爆炸後的廣島

### 戰後
廣島市在戰後重建，新式現代建築林立。當時，幾位公民領袖與學者商議重建計劃。1949年，經市長濱井信三（1905年─1968年）倡議，廣島市獲日本議會宣告為「和平都市」。所以，廣島市越來越受國際注視，有關和平、社會議題的國際性會議，也會在此召開。為了盡一分努力，广岛翻译导游协会（ひろしま通訳・ガイド協会，HIGA）遂於1992年成立，為會議提供傳譯服務。另外，1998年，廣島和平研究所（広島平和研究所，HPI）在廣島大學成立。
由於原子彈爆炸，廣島市獲得國內捐贈的路面電車。廣島市繼而與其他城市共同重建路面電車系統，遂成為日本唯一擁有大規模的路面電車系統的城市。一些從戰禍和原子彈爆炸中倖存的路面電車，再度投入服務，當中四列至今仍運作。但是，廣島市大部分的路面電車早已在數年前更換了。

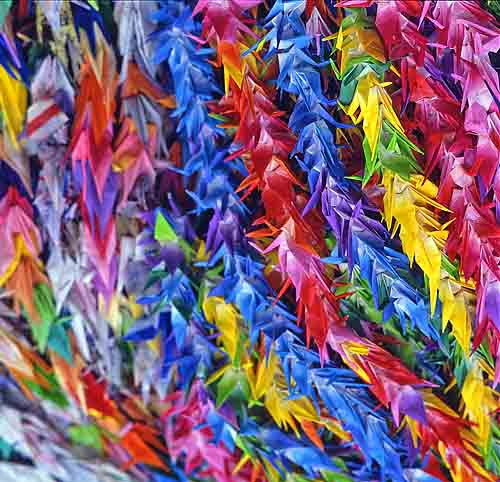
祈祷和平的千纸鹤

廣島市市長於每年的8月6日發表和平宣言以紀念廣島原子彈爆炸。

### 年表
- 1589年：毛利輝元建立廣島城，後來作為城下町發展。
- 1600年：福島正則接替關原合戰中戰敗的毛利氏當上城主。
- 1619年：淺野長晟成為城主。其後，淺野氏的廣島藩延續至明治維新。
- 1871年8月29日：廢藩置縣，廣島藩成為廣島縣。現今廣島市中心區域劃歸於廣島縣轄下的安藝郡。
- 1878年11月1日：依照《郡區町村編制法（日语：郡区町村編制法）》設置的廣島區（日语：広島区）從安藝郡分割成立，仍隸屬於廣島縣。
- 1889年
  - 開府300周年。
  - 4月1日：廣島區根據市制改制為廣島市，為廣島縣縣廳所在地。
- 1894年
  - 6月10日：山陽鐵道（今山陽本線）廣島站開業。
  - 9月15日：中日甲午战争时，大本營和帝國議會臨時遷至廣島。自此廣島作為軍都發展。 （→首都機能轉移（日语：首都機能移転））
- 1912年11月23日：廣島電鐵（路面電車）的最早前身——廣島電氣軌道開業。
- 1945年8月6日：美军在廣島投擲原子彈，造成廣島市中心毀滅性打擊，為人類歷史首次核攻擊事件。
- 1949年：廣島置市60周年、開府360周年。作為特別法的《廣島和平紀念都市建設法（日语：広島平和記念都市建設法）》獲日本國會通過，經公民投票公布。
- 1975年3月10日：山陽新幹線廣島站開業。
- 1980年4月1日：升格為日本第10個政令指定都市。
- 1985年3月20日：廣島自動車道通車。
- 1994年：主辦第12屆亞洲運動會。
- 1997年12月10日：山陽自動車道全線通車。

## 行政

### 市長
市長：松井一實（現第4任，2011年4月10日- ）

### 廣島和平紀念都市建設法
1945年8月6日，市中心被投以原子彈，事件中14萬人（數字尚未確定）罹難。這是世界上首次以城市為目標的核攻擊。1949年，為免慘禍重演，遂制定廣島和平紀念都市建設法。

- 第1條　本法律作為誠實實現恒久和平的理想象徵，目的是將廣島建設成和平紀念都市。
- 第3條　國家及地方公共團體的有關機構，必須考慮和平紀念都市建設事業、第1條目的的目的賦予的重大義意，為促進、達成事業，盡力協助。
- 第5條2項　內閣總理大臣每年必須向國會報告和平紀念都市建設事業的情況。
- 第6條　廣島市市長必須藉居民的合作和各有關機構的援助，完成廣島和平紀念都市事業，延續不斷。

依據歷史，廣島市作為和平紀念都市，為尋求和平與廢除核武器而竭盡全力。
原爆中心周圍修建為广岛和平纪念公园。原子弹爆炸圆顶屋於1996年列入世界遺產。

### 行政區劃的變遷
- 1889年4月1日：設立廣島市，該年12月31日統計人口為88,820人，為全日本第九大城。
- 1904年9月15日：安藝郡仁保島村字宇品被併入廣島市。
- 1929年4月1日：安藝郡仁保村、矢賀村、牛田村、佐伯郡己斐町、草津町、古田村、安佐郡三篠町被併入廣島市。
- 1955年4月10日：安藝郡戶坂村被併入廣島市。
- 1956年4月1日：安藝郡中山村被併入廣島市。
- 1956年11月1日：佐伯郡井口村被併入廣島市。
- 1971年4月1日：安佐郡沼田町被併入廣島市。
- 1971年5月20日：安佐郡安佐町被併入廣島市。
- 1972年4月1日：安佐郡可部町被併入廣島市。
- 1972年8月27日：安佐郡祇園町被併入廣島市。
- 1973年3月20日：安佐郡高陽町、佐東町、安古市町、安藝郡瀨野川町被併入廣島市。
- 1973年10月22日：高田郡白木町被併入廣島市。
- 1974年11月1日：安藝郡安藝町、熊野跡村被併入廣島市。
- 1975年3月20日：安藝郡船越町、矢野町被併入廣島市。
- 1980年4月1日：成為政令指定都市，設置安藝區、安佐北區、安佐南區、中區、西區、東區、南區7個行政區。
- 1985年3月20日：佐伯郡五日市町被併入廣島市，同時設置佐伯區，廣島市總人口亦超過一百萬人。
- 2005年4月25日：佐伯郡湯來町被併入廣島市，成為佐伯區的一部份。

### 區

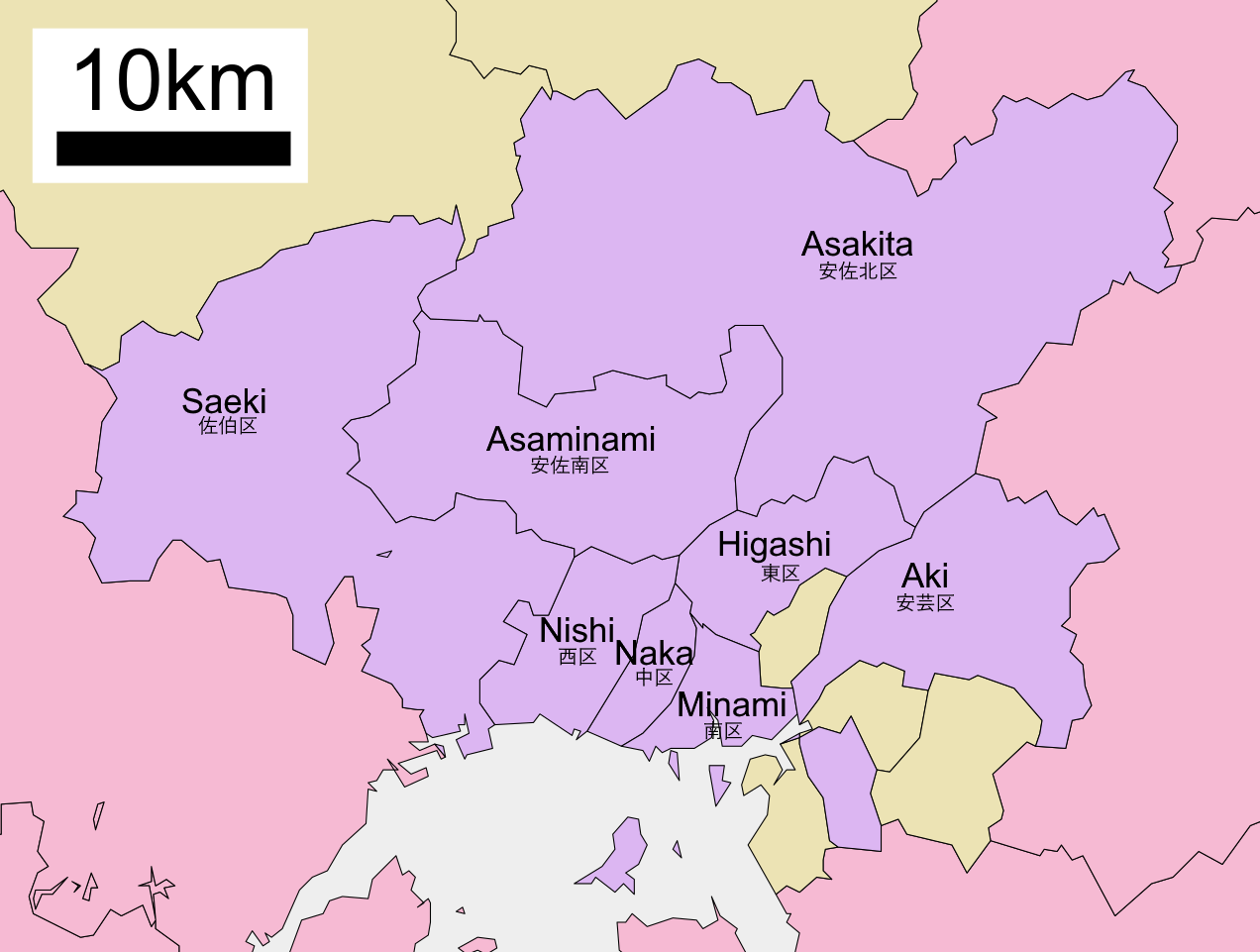
广岛市现行行政区划

廣島市由8个區組成：
| 设立时间      | 名称     | 日文名                              | 面积（平方公里） | 人口                 | 人口密度（平方公里） |
| ------------- | -------- | ----------------------------------- | ---------------- | -------------------- | -------------------- |
| 1980年4月1日  | 东区     | 中区／ひがしく higashi ku           | 39.42            | 121,251（2016）      | 3075                 |
| 1980年4月1日  | 南区     | 南区／みなみくminami ku             | 26.46            | 142,277（2019）      | 5377                 |
| 1980年4月1日  | 西区     | 西区／にしく nishi ku               | 35.67            | 189,038（2020）      | 5299                 |
| 1980年4月1日  | 中区     | 中区／なかくnaka ku                 | 15.32            | 136,264（2021）      | 8894                 |
| 1980年4月1日  | 安艺区   | 安芸区／あきく aki ku               | 94.08            | 79,521（2020）       | 845                  |
| 1980年4月1日  | 安佐南区 | 安佐南区／あさみなみく asaminami ku | 117.03           | 244,923（2020）      | 2092                 |
| 1980年4月1日  | 安佐北区 | 安佐北区／あさきたくasakita ku      | 353.33           | 143,946（2019）      | 407                  |
| 1985年3月20日 | 佐伯区   | 佐伯区／さえきく saeki ku           | 225.43           | 140,911（2022年1月） | 625                  |

## 經濟

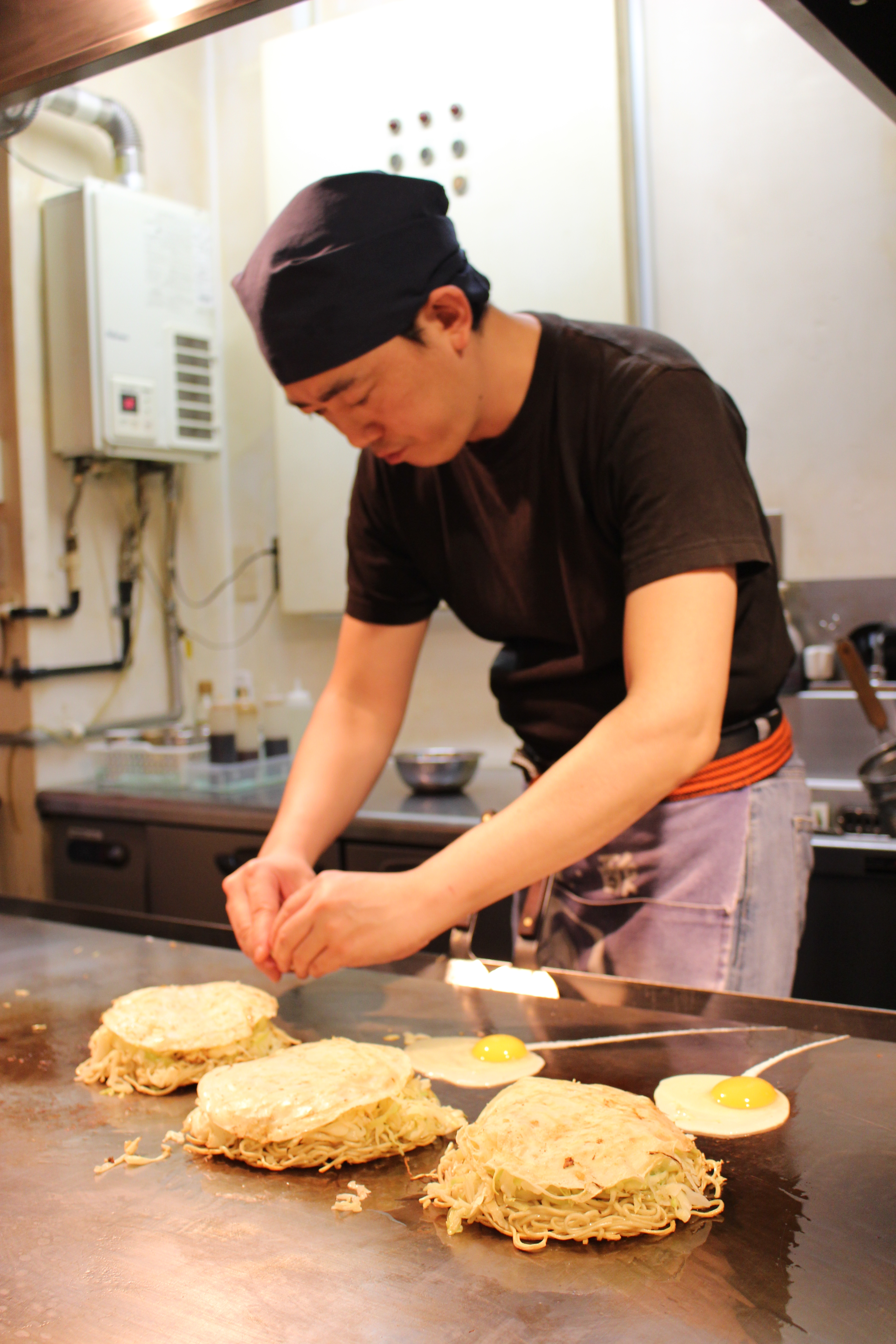
廣島市一家餐館的師傅炮製御好燒

### 名產品
- 牡蠣
- 御好燒（：廣島風格的御好燒通常是被稱為「廣島燒」，其主要特色是在煎煮的過程中會大量使用以高麗菜為主的青菜餡料，並且會在其中加入日式炒麵（焼きそば）。
- 紅葉饅頭

### 商業

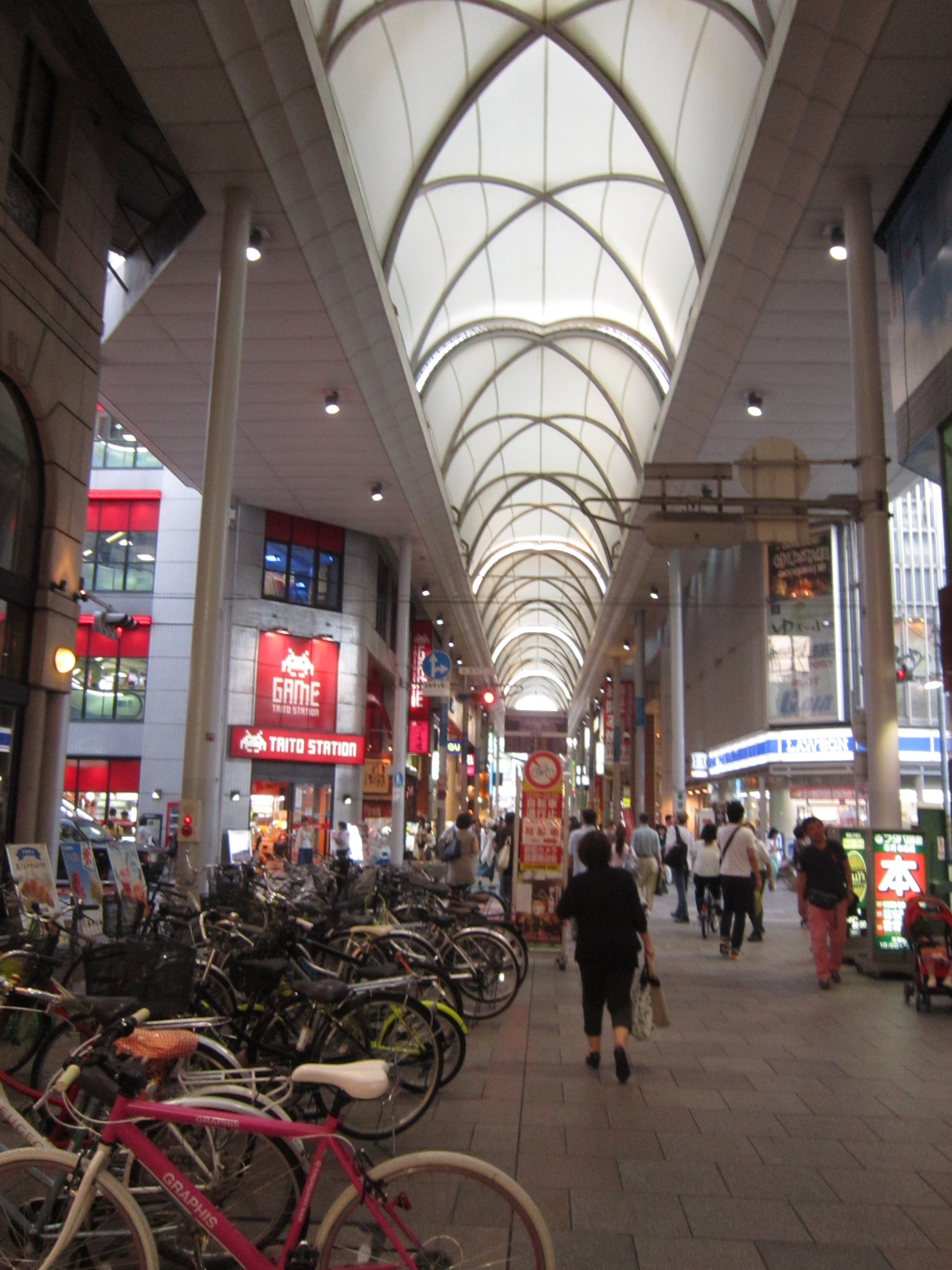
廣島市本通商店街一景

- 工商中心
- 廣島本通商店街
- 紙屋町Shareo

### 主要企業

#### 製造業、批發業、零售業
- 马自达（總公司設於安藝郡府中町的汽車製造廠）
- DEODEO（デオデオ，總公司設於廿日市市，總店設於廣島市，以中國地方為主要市場的連鎖家電量販店）
- 卡樂比（Calbee，自廣島市起家的零食製造品牌）
- 藤田（自廣島市起家，但目前總公司設於東京的建設公司）
- 福留火腿
- 泉（以夢之城（ゆめタウン，YouMe Town）為核心品牌的連鎖超級市場與生鮮食品販賣業者，總公司設於廣島市南區）
- Otafuku Sauce
- POPLAR（ポプラ，自廣島市起家，以中國地方為主要市場的連鎖便利商店）
- 三島食品
- Ahjikan（あじかん，總公司設於廣島市的食品公司）
- Andersen
- 三菱重工

#### 金融機構
- 廣島銀行
- 樹葉銀行
- 廣島信用金庫
- 廣島市信用組合
- 廣島縣信用組合

### 新聞、電視、無線電
- 中國新聞
- NHK廣島放送局
- 中國放送（RCC：東京放送屬下，中國新聞旗下）
- 新廣島電視台（TSS：富士電視台屬下）
- 廣島電視台（HTV：日本電視台屬下）
- 廣島HOME電視台（HOME：朝日電視台屬下）
- 廣島調頻(FM)放送（HFM）
- 廣島有線電視（HBS）
- 安藝有線電視（ACTV）
- 廣島城市有線電視（HICAT）
- 互相接觸頻道（ふれあいチャンネル）

#### 其他
- 中國電力
- 廣島煤氣

## 娛樂

### 娛樂設施
- 廣島市民球場
- 廣島廣域公園陸上競技場
- 廣島縣營廣島體育館
- 廣島競輪場

### 職業運動隊伍
- 廣島東洋鯉魚（職業棒球，中央聯盟，9次聯盟冠軍，3次日本大赛冠军)
- 廣島三箭（足球，日本職業足球聯賽）
- 廣島蜻蜓（籃球，日本職業籃球聯賽）
- 廣島JT雷霆（排球，男子V聯賽）
- 廣島Maple Reds（女子手球）

### 其他
- 全國都道府縣對抗男子驛傳競走大會

## 交通

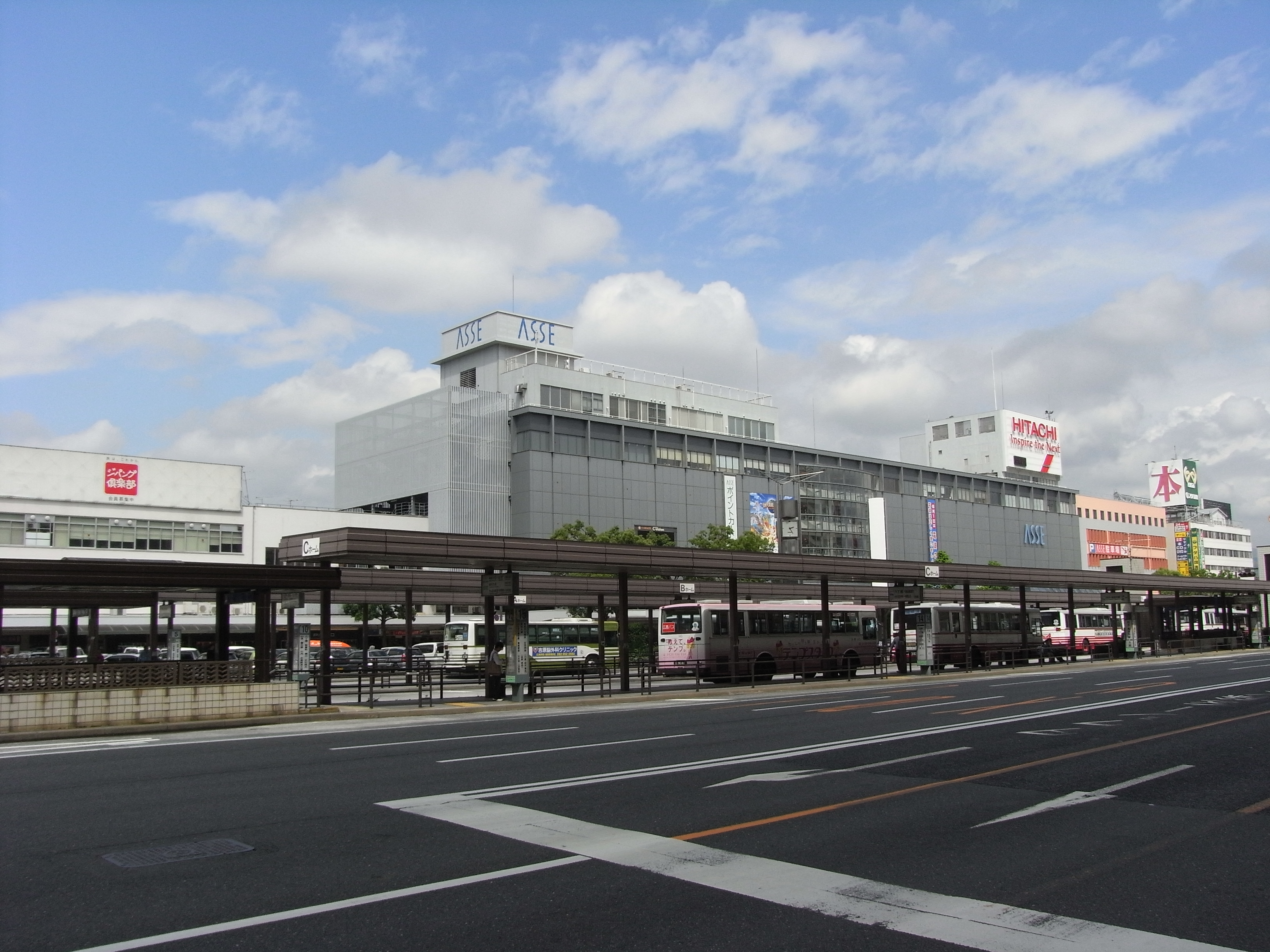
廣島站

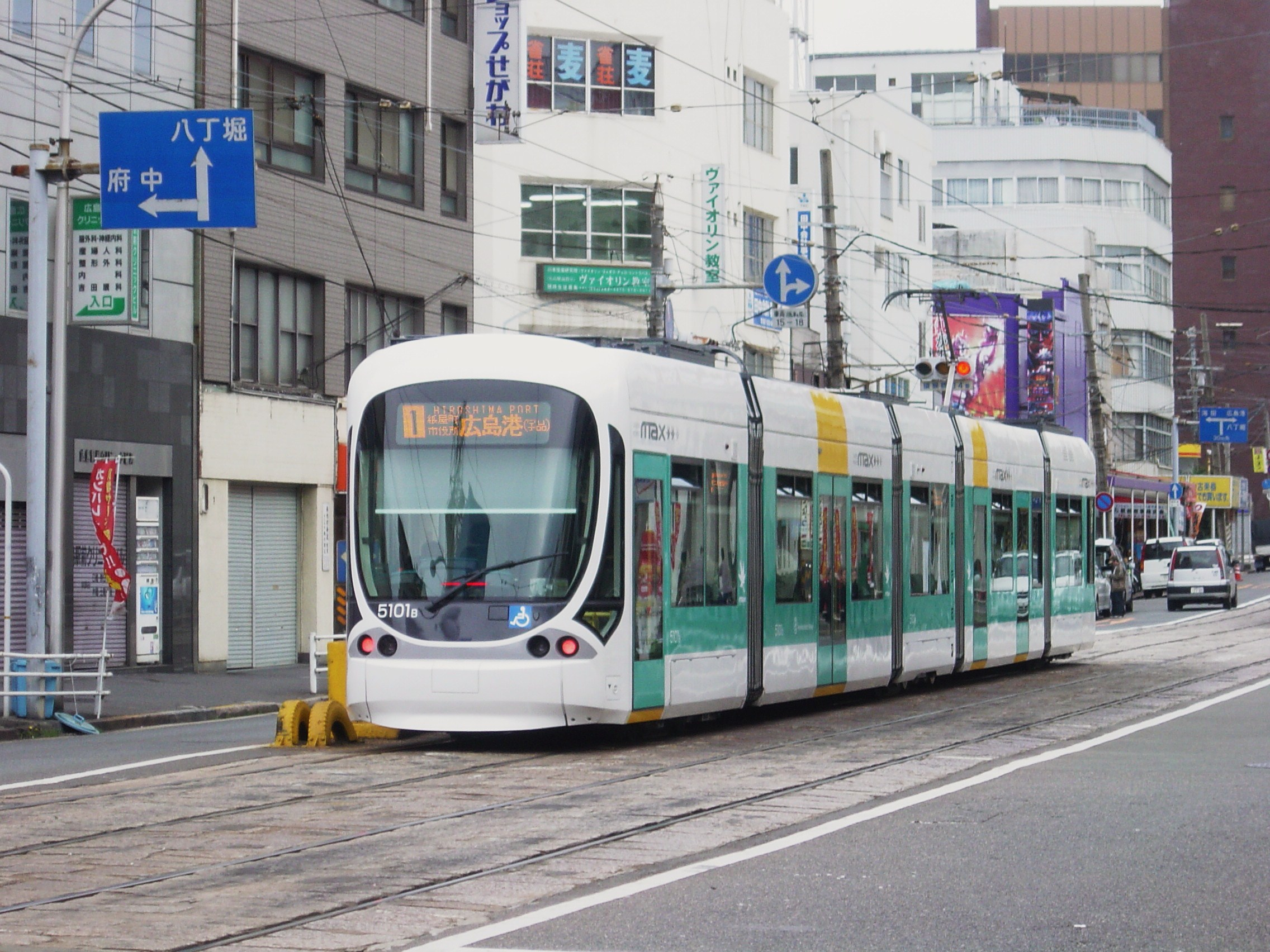
廣島電鐵5000型電車（廣島市擁有日本最大的路面電車路線網絡）

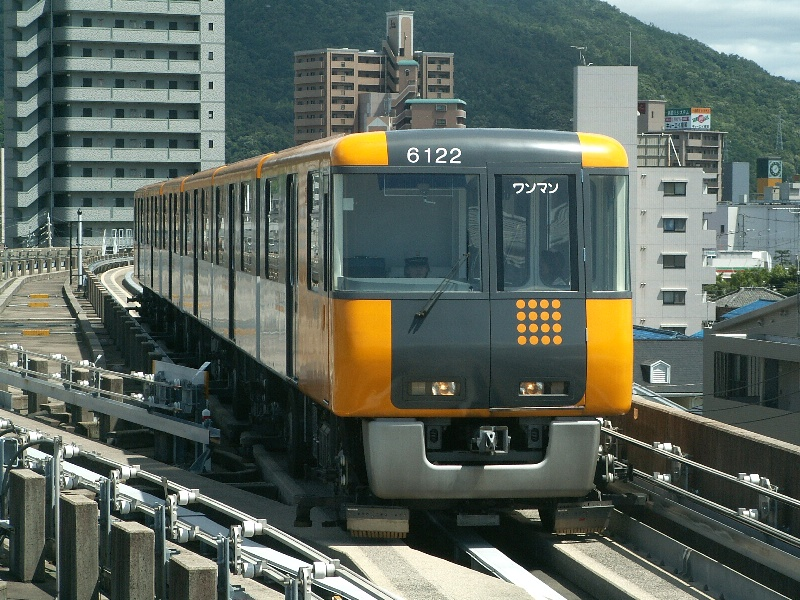
Astram Line（廣島高速交通廣島新交通1號線）

### 机场
- 廣島西機場：位於市區內的小型機場，2010年10月31日完全廢止定期航線。
- 廣島機場：雖然是廣島市的主要機場，但實際上卻位在於隔鄰的三原市境內。

### 鐵路
- 西日本旅客鐵道：山陽新幹線、山陽本線、吳線、藝備線、可部線
- 廣島高速交通：廣島新交通1號線
- 天空鐵路服務：廣島短距離交通瀨野線

路面電車
- 廣島電鐵：市內線（本線、宇品線、江波線、白島線、皆實線、橫川線）、宮島線

#### 鄰近市中心的車站
- 廣島站
- 廣島巴士中心

### 巴士／公共汽車
- 廣島電鐵
- 廣島巴士
- 廣島交通
- H·D西廣島
- 藝陽巴士
- 備北交通
- 中國JR巴士

廣島市內有15個八丁堀巴士站，全日本最多。

### 主要道路
高速道路
- 中國自動車道：安佐服務區 - 廣島北系統交流道
- 山陽自動車道：廣島東交流道 - 廣島交流道 - 沼田休息區 - 廣島系統交流道 - 五日市交流道
- 廣島自動車道：廣島北系統交流道 - 廣島北交流道 - 久地休息區 - 廣島西風新都交流道 - 廣島系統交流道

一般國道
- 國道2號
- 國道54號
- 國道31號
- 國道487號
- 國道191號

### 港口
- 廣島港：松山地區的連接口形成。

## 觀光點、節慶

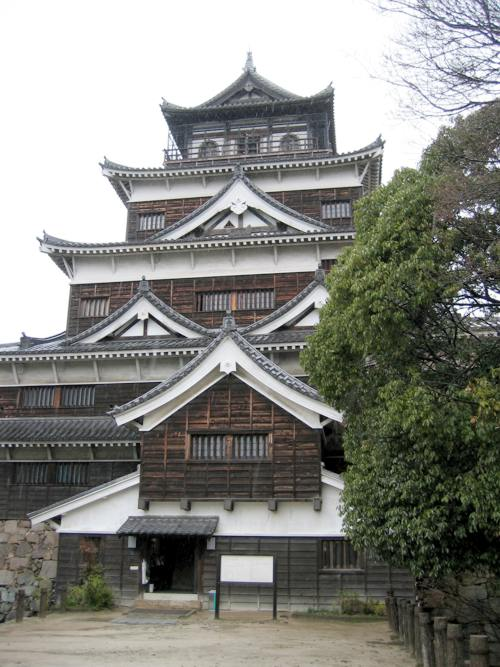
广岛城正门

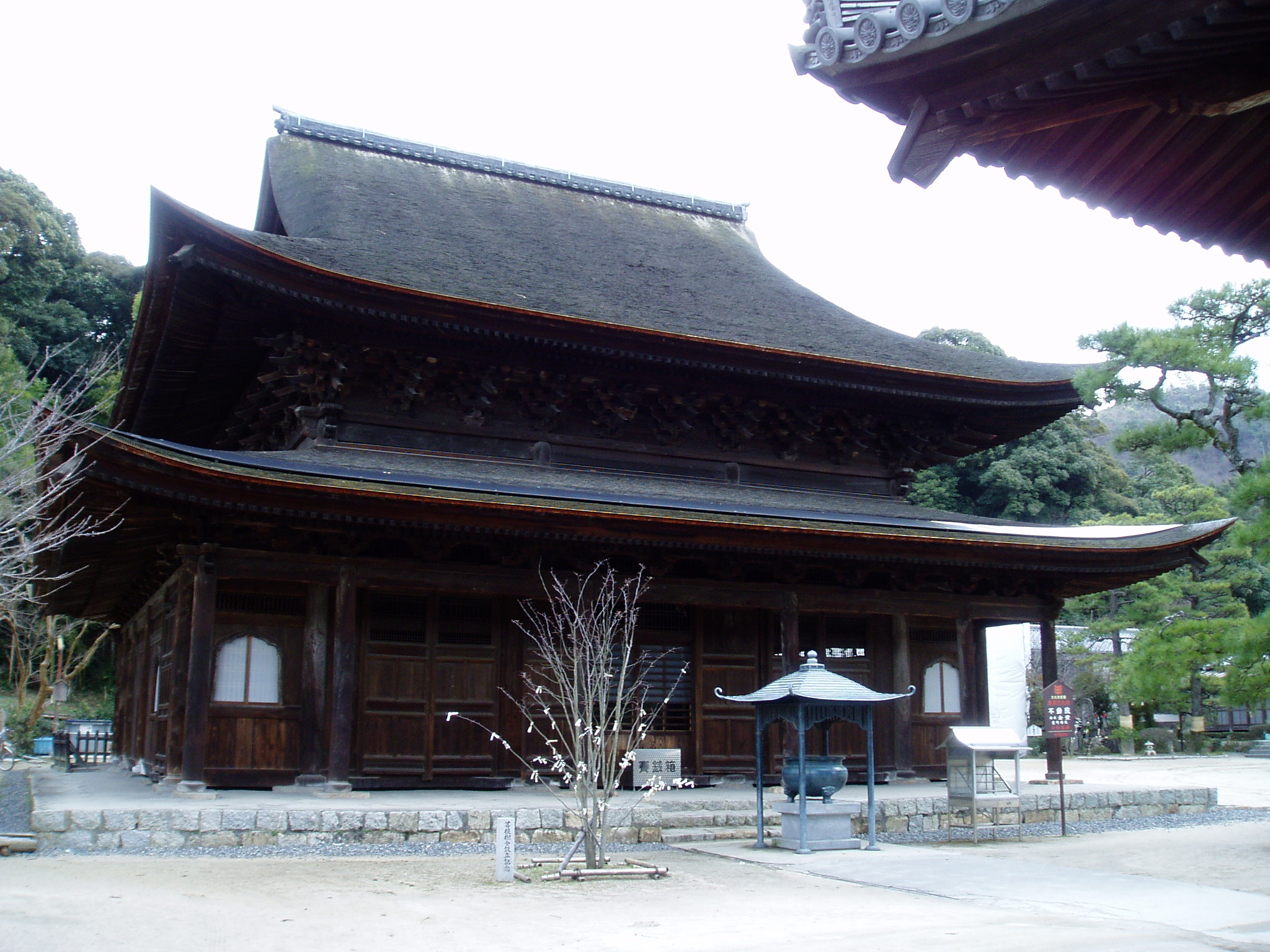
日本國寶 不動院金堂

### 歷史建築物
- 廣島城
- 縮景園
- 不動院
- 原子彈爆炸圓頂屋（前廣島產業獎勵館）（聯合國教科文組織世界文化遺產）
- 廣島市江波山氣象館 (前廣島地方氣象台)
- 舊日本銀行廣島分店
- 廣島Andersen
- 廣島大學理學部舊1號館
- 廣島市鄉土資料館（前宇品陸軍糧秣支廠）

### 節日
- 廣島花漾祭（日语：ひろしまフラワーフェスティバル）（和平紀念公園、和平大通及其他）
- 廣島國際動畫節（及其他）
- 南之風EBA遊戲節（江波山公園）
- 子講：子大祭（中區等中心地區）

## 主要學校

### 大學、短期大學
| - 廣島大學醫學部、齒學部 - 廣島市立大學 - 比治山大學 - 廣島經濟大學 - 廣島工業大學 - 廣島國際學院大學 | - 廣島女學院大學 - 廣島修道大學 - 廣島文教女子大學 - 安田女子大學 - 伊莉莎白音樂大學 - 鈴峯女子短期大學 |

### 高等學校
| 國立 - 廣島大學附屬高等學校 公立 - 廣島縣立安藝高等學校 - 廣島縣立安藝南高等學校 - 廣島縣立五日市高等學校 - 廣島縣立可部高等學校 - 廣島縣立祇園北高等學校 - 廣島縣立高陽高等學校 - 廣島縣立高陽東高等學校 - 廣島縣立白木高等學校 - 廣島縣立西高等學校 - 廣島縣立廣島井口高等學校 - 廣島縣立廣島観音高等學校 - 廣島縣立廣島國泰寺高等學校 - 廣島縣立廣島皆實高等學校 - 廣島縣立安古市高等學校 - 廣島縣立安西高等學校 - 廣島縣立湯來南高等學校 - 廣島縣立廣島工業高等學校 - 廣島縣立廣島商業高等學校 - 廣島市立安佐北高等學校 - 廣島市立沼田高等學校 - 廣島市立舟入高等學校 - 廣島市立美鈴丘高等學校 - 廣島市立基町高等學校 - 廣島市立廣島工業高等學校 - 廣島市立廣島商業高等學校 - 廣島市立大手町商業高等學校 | 私立 - 大下學園祇園高等學校 - 廣陵高等學校 - 山陽學園 - 廣島學院高等學校 - 修道高等學校 - 進徳高等學校 - 瀨戸内高等學校 - 崇徳學園 - デネブ高等學校 - 比治山女子高等學校 - 並木學院高等學校 - 廣島工業大學高等學校 - 廣島櫻丘高等學校 - 廣島女學院高等學校 - 廣島文教女子大學付屬高等學校 - 安田學園安田女子高等學校 - 廣島工業大學附屬中學校‧廣島高等學校 |

## 主要設施

### 博物館
- 廣島和平紀念資料館（原子彈爆炸資料館）
- 國立廣島原子彈爆炸死者追悼和平祈禱館
- 廣島市交通科學館
- 廣島市兒童文化科學館
- 廣島市江波山氣象館
- 廣島市郷土資料館
- 健康科學館

### 美術館
- 廣島縣立美術館
- 廣島市現代美術館
- 廣島美術館

### 圖書館
- 廣島市立中央圖書館
- 廣島市漫畫圖書館

## 友好城市
| - 長崎市（長崎縣） - 重慶市（中華人民共和國） - 大邱廣域市（韓國） - 汉诺威（德国下萨克森州） | - 檀香山（美国夏威夷州） - 蒙特利尔（加拿大魁北克） - 伏尔加格勒（俄罗斯伏尔加格勒州） - 南充市（中華人民共和國） |

## 歷史人物
- 淺野長晟
- 淺野長訓
- 淺野齊肅
- 淺野吉長
- 安國寺惠瓊
- 福島正則
- 毛利輝元
- 賴山陽

## 廣島市出身的名人

### 政治、經濟、軍事、其他
| - 加藤友三郎（海軍軍人、第21代首相） - 賀屋興宣（原藏相、法相） - 早速整爾（原藏相、農相） - 藤田正明（原參議院議長） | - 藤田雄山（廣島縣知事） - 小林躋造（海軍軍人、原海相、聯合艦隊司令長官、台灣總督） - 谷口尚真（海軍軍人、原聯合艦隊司令長官、軍令部總長） - 佐佐木禎子（被炸者、「原爆之子像」模特兒） |

### 學術、文化、藝術
| - 井口洋夫（化學家） - 岡崎令治（分子生物學者） - 吉川原（政治學者） - 長谷部恭男（憲法學者） - 平賀讓（造船工學者） - 增本量（金屬工學者） - 下瀨雅允（化學工學者） - 青山圭秀（印度哲學研究者） - 平岩正樹（外科醫生） - 阿川弘之（作家） - 阿部昭（作家） - 大田洋子（作家） - 鈴木三重吉（作家、兒童文學家） - 竹西寬子（作家） - 津原泰水（作家） | - 直井潔（作家） - 原民喜（作家） - 那須正幹（兒童文學家） - 栗原貞子（詩人） - 近藤宮子（童謠詩人、《郁金香》填詞人） - 小山內薰（劇作家） - 堀正旗（演出家） - 丸木位里（西洋畫家） - 榮久庵憲司（工業設計師） - 三宅一生（時裝設計師） - 細川俊夫（作曲家） - 大植英次（指揮家） - 森下洋子（芭蕾舞女演員） - 小谷ヘンリー（電影導演、攝影記者） - 新藤兼人（電影導演、劇作家） | - 瀬央ゆりあ（現寶塚歌劇團星組男役） - 土井裕泰（電影導演） - 遊川和彥（劇作家） - 神足裕司（評論員） - 山崎隆之（將棋棋士） - 久保帶人（漫畫家） - こうの史代（漫畫家） - 中澤啟治（漫畫家） - 夏目義德（漫畫家） - 松本美緒（漫畫家） - 三原ミツカズ（漫畫家） - 杜野亞希（漫畫家） - 八神健（漫畫家） - 和田慎二（漫畫家） - 渡邊和博（插圖畫家、漫畫家、小品文作家） |

### 文藝、宣傳媒體
| - 綾瀨遙（演員） - 岡田嘉子（演員） - 木村功（演員） - 杉村春子（演員） - 角梨枝子（演員） - 戶田菜穗（演員） - 范文雀（演員） - 平幹二朗（演員） - 南美江（演員） - 月丘夢路（演員） - 小西詠斗（演員） - 宍戶留美（廣播劇演員） - 富永美衣奈（富永みーな，廣播劇演員） - 野中政宏（廣播劇演員） - 宮崎一成（廣播劇演員） - 相澤紗世（模特兒） - 相原勇（藝人） - 中河內雅貴（藝人） | - 井村空美（藝人） - 上田愛美（藝人） - 緒方かな子（藝人） - 風見しんご（藝人） - 齊藤滿喜子（藝人） - 山口良一（藝人） - 有吉弘行（藝人） - 山根良顯（搞笑組合非女孩二人組（アンガールズ）成員） - 山本圭一（搞笑組合極樂蜻蜓（極楽とんぼ）成員） - 小川知子（歌手、演員） - 西城秀樹（歌手） - 西脇綾香（歌手，女子樂團Perfume成員） - 樫野有香（歌手，女子樂團Perfume成員） - 大本彩乃（歌手，女子樂團Perfume成員） - 奧田民生（音樂家） - 吉川晃司（音樂家） - 原田真二（音樂家） - 矢澤永吉（音樂家） - 吉田拓郎（音樂家） | - 魚住りえ（自由廣播員，原日本電視） - 大下容子（廣播員，朝日電視） - 中原綾子（原廣播員，讀賣電視） - 福井謙二（廣播員，富士電視） - 三宅正治（廣播員，富士電視） - 山中秀樹（廣播員，富士電視） - 脅田義信（原廣播員，廣島電視，已故） - 白木清か（體育節目廣播員） |

### 體育
| - 新井貴浩（職業棒球選手） - 石本秀一（原職業棒球監督） - 金本知憲（職業棒球選手） - 小林宏（原職業棒球選手） - 高津臣吾（職業棒球選手） - 達川光男（原職業棒球選手、監督） - 濃人涉（原職業棒球監督） - 野村弘樹（原職業棒球選手） - 張本勳（原職業棒球選手） - 森崎和幸（足球選手） - 森崎浩司（足球選手） - 森島寬晃（足球選手） - 山崎隆造（原職業棒球選手） - 山本和行（原職業棒球選手） - 山本一義（原職業棒球選手、監督） | - 石崎信弘（足球選手） - 金田喜稔（足球選手） - 木村和司（足球選手） - 桑原裕義（足球選手） - 下田崇（足球選手） - 田阪和昭（足球選手） - 長沼健（足球選手） - 貓田勝敏（原排球選手，已故） - 為末大（田徑賽選手） - 安藝乃海節男（大相撲、第37代橫綱） - 安藝之州法光（大相撲） - 北櫻英敏（大相撲） - 豊櫻保勝（大相撲） - 獸神サンダー、ライガー（專業摔交選手） - 田中秀道（專業高爾夫球員） | - 今中大介 （原自行車選手） - 金平正紀（拳擊手、協榮健身中心創辦人，已故） - 山岡泰輔（職業棒球選手） |

## 參看
- 廣島藩
- 廣島市原子彈爆炸
- 廣島街（Hiroshimastraße，德國柏林的一條街道，日本駐德國大使館所在地）
- 原爆圓頂館
- 原爆点
- 長崎市
- 小倉市（北九州市）
- 松重美人
- 森本正治（廣島市出生、成名的名廚，憑藉受歡迎節目「鐵人料理」（料理の鉄人），或許成為廣島最著名的前居民）

## 外部連結
- 广岛市役所官方网站 （页面存档备份，存于）（日語）（英文）（中文）（葡萄牙文）（西班牙文）
- 財團法人广岛观光会议事务局 （页面存档备份，存于）（日語）（英文）（中文）
- 廣島和平紀念資料館網站 （页面存档备份，存于）（日語）（英文）
- 广岛县观光振兴课管理运营的 （页面存档备份，存于）（日語）（英文）
- OpenStreetMap上有關廣島市的地理